# Nacho Cano
Pour les articles homonymes, voir Cano.
Ignacio Cano Andrés, dit « Nacho Cano », né le 26 février 1963 à Madrid, est un arrangeur, compositeur, musicien et producteur musical espagnol. 

## Biographie
Il étudie le solfège et forme le groupe Mecano avec son frère José María Cano et Ana Torroja. Il obtient la reconnaissance internationale grâce aux albums Descanso dominical et Aidalai.
Il a aussi édité 4 albums en solitaire ; l'un de ses hits a été Vivimos siempre juntos avec Mercedes Ferrer. Comme producteur, il a fondé la compagnie Fairlight Estudios avec Alejo Stivel. Il a composé la comédie musicale "Hoy no me puedo levantar" (2005).
Il est bouddhiste et végétarien. Il a collaboré à des projets humanitaires comme la "Fundación Sabera" pour aider des enfants en Inde. Il a été en couple de 1991 à 1998 avec l'actrice Penélope Cruz.
Auteur d'une chanson pour Mecano sur le dalaï-lama ayant donné le titre de l'album Aidalai, Nacho Cano a eu l'occasion de le rencontrer au Chili en 1992,.

## Discographie

### Albums solo
- "Un mundo separado por el mismo dios". (Virgin, 1994).
- "El lado femenino" (Virgin/EMI Benelux B.V. , 1996).
- "Amor Humor" (Virgin Benelux, B.V., 1999).
- "Nacho Cano" (Nocontroles, 2001).